# Kościół Trójcy Przenajświętszej w Rosicy
Kościół Trójcy Przenajświętszej w Rosicy – kościół parafialny w Rosicy na Białorusi. Jest to Sanktuarium Męczenników bł. ks. Antoniego Leszczewicza i bł. ks. Jerzego Kaszyry.

## Historia
Kościół wbudowano z cegły w stylu neoromańskim w latach 1906-1911. Został poświęcony 20 stycznia 1911 r. Po 1917 r. został zamknięty przez władze sowieckie. Funkcjonował w okresie okupacji niemieckiej od 1942 r. W 1950 r. proboszcz ks. Lucjan Pawlik MIC został zesłany do łagrów, z których powrócił w 1956 r., lecz nie miał prawa posługiwania w kościele. W świątyni w różnych okresach znajdował się klub, stajnia, magazyn zboża oraz młyn. W 1988 r. rozpoczęto remont kościoła, który 19 sierpnia 2000 r. został ponownie poświęcony przez biskupa witebskiego Władysława Blina.

Galeria
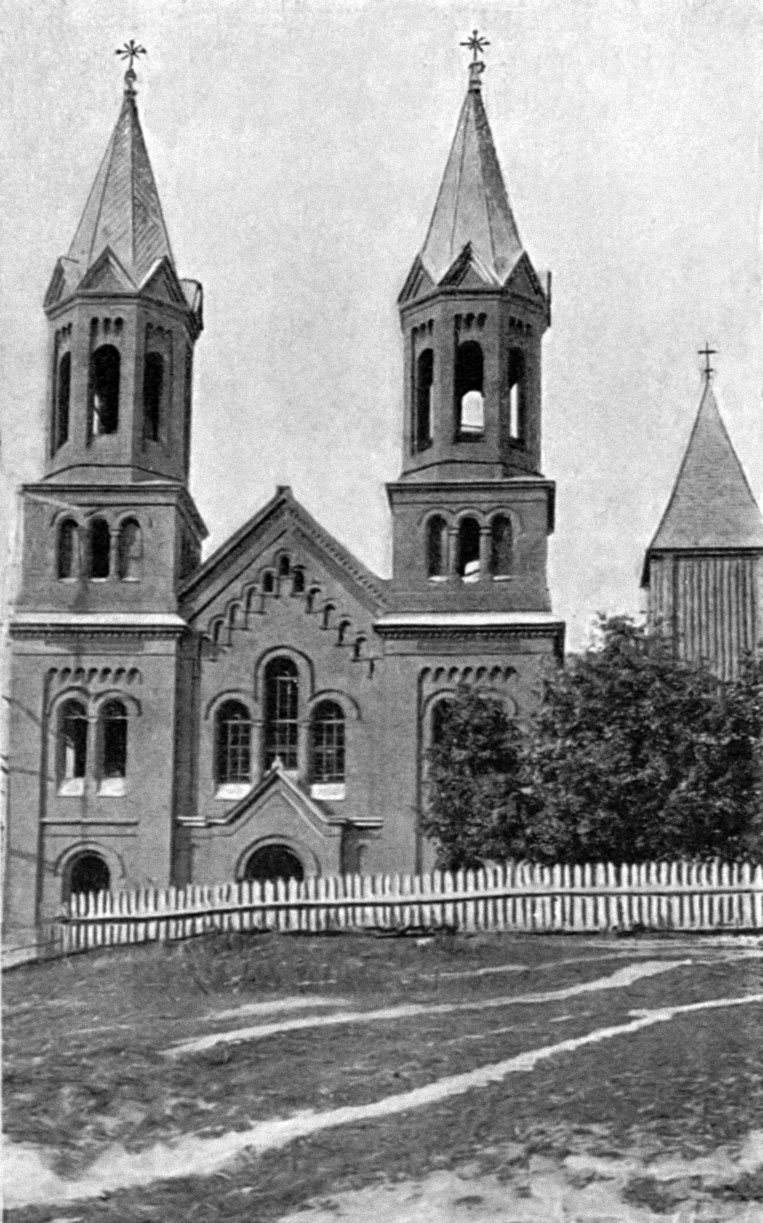
Kościół w 1913 r.
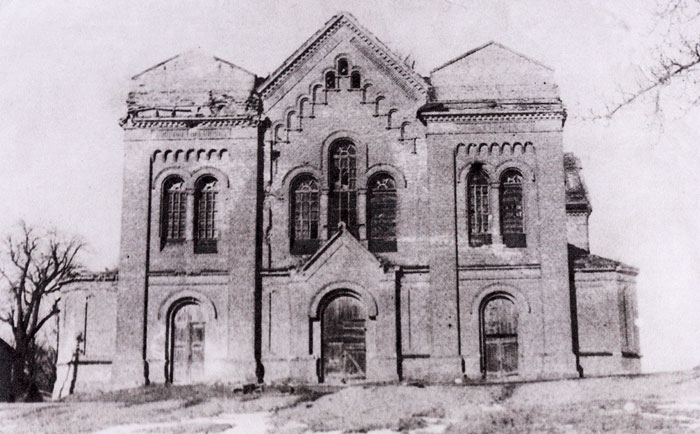
Kościół w latach 30. XX w.
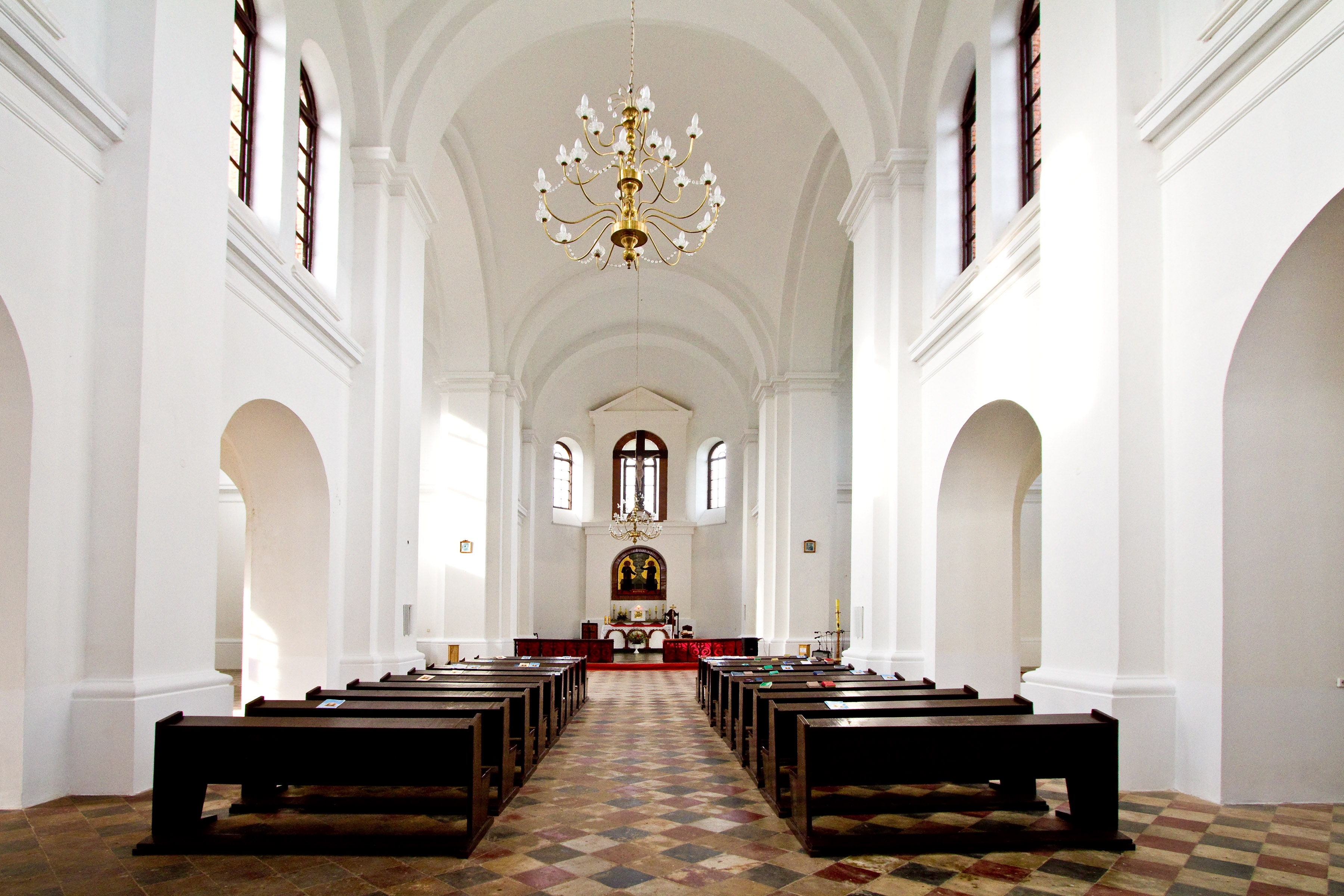
Wnętrze